# Girocòmic
La Girocòmic és una convenció de còmic, manga i entreteniment que se celebra un cap de setmana d'octubre al Palau Firal de Girona des de 2016. Compta amb activitats per a tots els públics entre els quals hi ha tallers, conferències, exhibicions, exposicions, tornejos de videojocs, concursos, passarel·les de cosplay, artesania o jocs de taula.
Des de 2017, es fa lliurament del Premi Girocòmic, que s'atorga a un autor o autora per reconèixer la seva trajectòria professional o alguna fita de la seva carrera.
| Any  | Autor                           | Premi                                                               |
| ---- | ------------------------------- | ------------------------------------------------------------------- |
| 2017 | Jordi Bernet                    | A la trajectòria professional.                                      |
| 2018 | Carlos Pacheco                  | A la trajectòria professional.                                      |
| 2018 | Joan Antoni Poch                | Extraodinari a la trajectòria professional.                         |
| 2019 | Miguelanxo Prado                | A la trajectòria professional.                                      |
| 2020 | Edició suspesa pel coronavirus. | -                                                                   |
| 2021 | Joan Mundet                     | A la trajectòria professional.                                      |
| 2021 | Pilarín Bayés                   | Extraordinari en motiu de la publicació de la seva obra número mil. |
| 2022 | Marika Vila                     | A la trajectòria professional.                                      |
| 2023 | Tha                             | A la trajectòria professional.                                      |
| 2024 | Jordi Lafebre                   | A la trajectòria professional.                                      |
| 2024 | Roger Giménez                   | Autor Revelació                                                     |